# Vanilla hamata
Vanilla hamata är en orkidéart som beskrevs av Johann Friedrich Klotzsch. Vanilla hamata ingår i släktet Vanilla och familjen orkidéer. Inga underarter finns listade i Catalogue of Life.